# Curtonotum simile
Curtonotum simile är en tvåvingeart som beskrevs av Léonidas Tsacas 1977. Curtonotum simile ingår i släktet Curtonotum och familjen Curtonotidae.
Artens utbredningsområde är Sydjemen. Inga underarter finns listade i Catalogue of Life.